# Alvaro Orleański

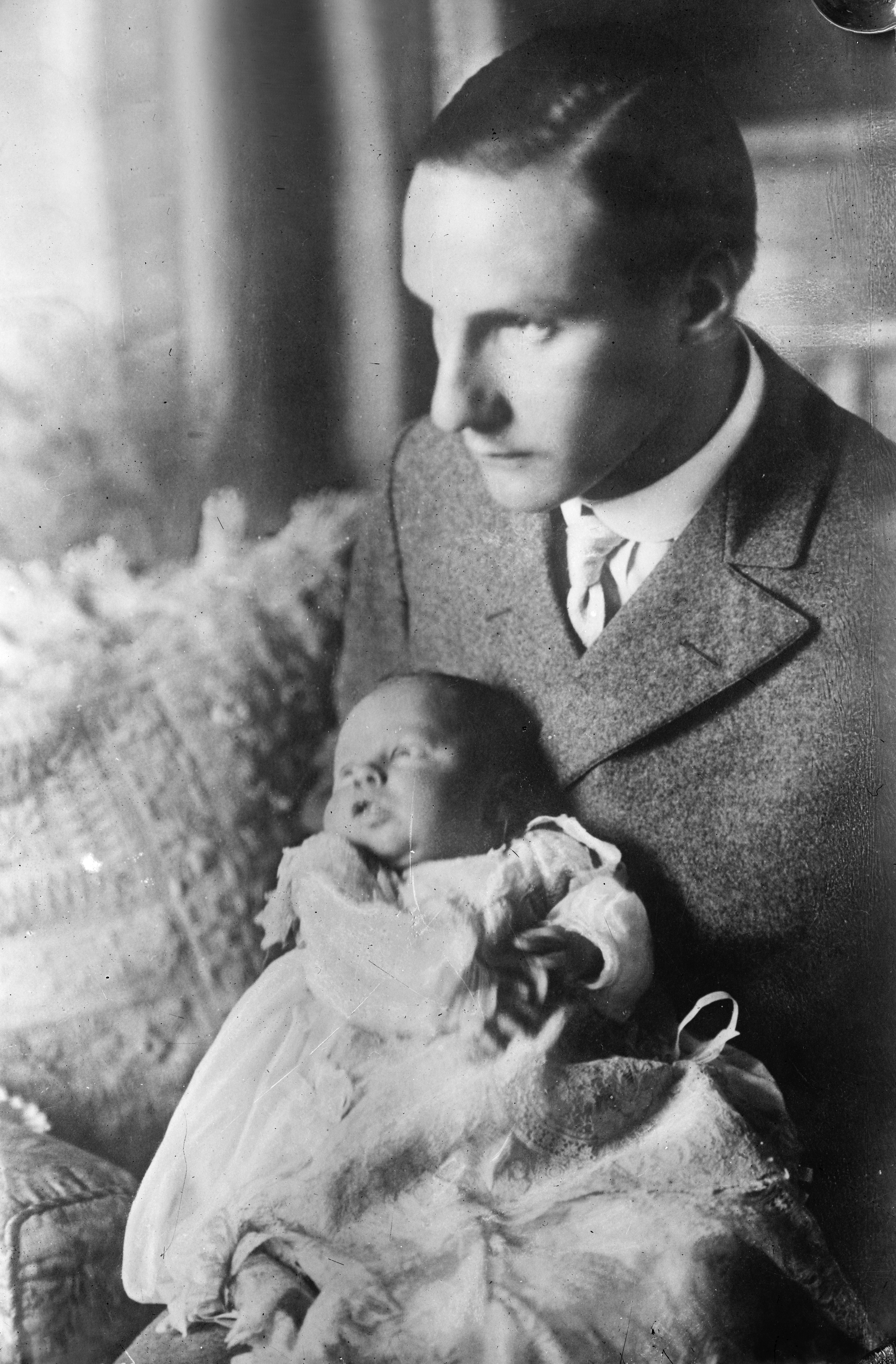
Książę Alvaro w ramionach ojca – księcia Alfons

Alvaro Orleański, właściwie: Alváro Antonio Fernando Carlos Felipe de Orleans y Sajonia-Coburgo-Gotha (ur. 20 kwietnia 1910, w Coburgu, zm. 22 sierpnia 1997) – infant hiszpański, książę Galliera.

## Życiorys
Urodził się w Cesarstwie Niemieckim jako pierwszy z trzech synów Alfonsa Orleańskiego, księcia Galliera i infanta hiszpańskiego, i jego żony Beatrycze Sachsen-Coburg und Gotha, córki Alfreda, księcia Edynburga i księżnej Marii Aleksandrowny. Ojciec Alvaro zaczynał karierę wojskową w 1906 jako pilot a zakończył w 1945 jako generał i dowódca drugiej dywizji sił powietrznych.
14 lipca 1937 Alvaro odziedziczył włoski tytuł księcia Galliera należący do orleańskiej gałęzi hiszpańskiej rodziny królewskiej. Utracił tytuł w 1946 – kiedy proklamowano powstanie republiki włoskiej. Alvaro zmarł w wieku 87 lat – przeżył swoich dwóch braci i był najdłużej żyjącym spośród wnuków księcia Alfreda i księżnej Marii Aleksandrowny. Przeżył również swojego starszego syna Alonso (zmarłego w wieku 34 lat), dlatego po jego śmierci pretensje do księstwa Galliera odziedziczył jego starszy wnuk – Alfons.

## Małżeństwo
10 lipca 1937 w Rzymie Alvaro ożenił się z Carlą Parodi-Delfino (1909–2000), córką Leopoldo Girolamo Parodi-Delfino, włoskiego senatora, i Lucie Henny. Para miała dwie córki i dwóch synów:
- Gerardę de Orléans-Borbón y Parodi Delfino (ur. 25 sierpnia 1939), żonę Harry’ego Freemana Sainta i matkę:
  - Carli de Orleans-Borbón Saint (ur. 1967), żony Johna Stephana Lilly
  - Marca de Orleans-Borbón Saint (ur. 1969), męża Dorothée Sophie Horps
- Alonso de Orléans-Borbón y Parodi Delfino (23 sierpnia 1941 – 6 września 1975), męża Emilii Ferrara Pignatelli dei Principi di Strongoli i ojca dwóch synów:
  - Alfonso de Orleans-Borbón y Ferrara-Pignatelli (ur. 1968), tytularnego księcia Galliera
  - Álvaro de Orleans-Borbón y Ferrara-Pignatelli (ur. 1969)
- Beatriz de Orléans-Borbón y Parodi Delfino (ur. 27 kwietnia 1943), żonę Tomasso dei Conti Farini i matkę:
  - Gerardo dei Conti Farini (ur. 1967)
  - Eleny dei Conti Farini (ur. 1969), żony Joaquina de Haro y Fernández de Córdova
- Alvaro Jaime de Orléans-Borbón y Parodi Delfino (ur. 1 marca 1947), męża (1) Giovanny San Martino d’Agliè dei Marchesi di San Germano (siostrzenicy Paoli, królowej Belgów) i (2) Antonelli Rendiny, ojca:
  - Pilar de Orleans-Borbón y San Martino d’Agliè (ur. 1975), żony Nicholasa Henderson-Stewarta
  - Andrésa de Orleans-Borbón y San Martino d’Agliè (ur. 1976), męża Anne-Laure van Exter
  - Aloisa de Orleans-Borbón y San Martino d’Agliè (ur. 1979), męża Guadalupe Solis Jabón
  - Eulalii de Orleans-Borbón y Rendina (ur. 2006)